# Faradays lag
Faradays lag, också kallad Faradays induktionslag, är en grundläggande lag inom elektromagnetismen, upptäckt av och namngiven efter Michael Faraday och formulerad av James Clerk Maxwell. Lagen är grundläggande för hur bland annat transformatorer, elektriska motorer och elektriska generatorer kan konstrueras. 
Lagen innebär att i en sluten elektrisk ledare, som befinner sig i ett tidsvarierande magnetfält, induceras en elektromotorisk kraft, en elektrisk spänning, och att denna elektromotoriska kraft är lika med tidsderivatan av det magnetiska flödet. Förenklat kan man säga att ju snabbare magnetfältet ändras, desto högre spänning uppkommer i ledaren.

## Härledning
Enligt Maxwells ekvationer gäller
{\displaystyle \oint _{C}E\,dl=-{\frac {d}{dt}}\int _{S}B\,dS}
Om vi definierar
{\displaystyle V=\oint _{C}E\,dl}
som den inducerade emk'n i kretsen med konturen C (Volt)
och
{\displaystyle \Phi =\int _{S}B\,dS}
som det magnetiska flödet genom ytan S (Weber)
så ger detta
{\displaystyle V=-{\frac {d\Phi }{dt}}} (Volt)